# Mercado de São Miguel
O Mercado de São Miguel (em castelhano, mercado de San Miguel) é um mercado particular localizado no Centro de Madrid, na Espanha. Possui muitos bares e estandes onde se vendem frutas, legumes, queijos, vinhos etc. 

## História
Desde a Idade Média, já existia um mercado popular a céu aberto nas proximidades de igreja de São Miguel dos Octoes. O mercado vendia produtos das corporações de ofício. Em 1790, a igreja foi grandemente afetada com o incêndio da Praça Maior, anexa à igreja, vindo a ser, finalmente, derrubada em 28 de novembro de 1809 durante a reforma urbanística promovida por José I Bonaparte, que promoveu a criação de espaços abertos na cidade. Em seu lugar, foi criada a praça de São Miguel. O mercado a céu aberto, especializado em peixes, passou então a operar na praça. 

### O prédio atual
Durante a segunda metade do século XIX, as ideias de higienismo começaram a influenciar os urbanistas. Nesse contexto, começaram a ser construídos mercados cobertos na cidade, não só por questões de higiene, mas também para melhorar o trânsito de veículos, pois os vendedores dos mercados a céu aberto costumavam ocupar as ruas, prejudicando o trânsito. No período 1913-1916, foi construída a atual estrutura de ferro para abrigar o mercado. A estrutura foi projetada pelo arquiteto espanhol Alfonso Dubé y Díaz, inspirado em outros mercados de ferro europeus da época como o Les Halles de Paris. Atualmente, o mercado é o último exemplo da arquitetura do ferro que continua de pé na cidade, pois todas as outras construções do gênero que haviam sido erguidas no último terço do século XIX na cidade já foram derrubadas e, em geral, substituídas por novas construções, como é o caso dos mercados de Mostenses (1875), la Cebada (1875), Chamberí (1876) e la Paz (1882).